# Stylogomphus tantulus
Stylogomphus tantulus är en trollsländeart som beskrevs av Chao 1954. Stylogomphus tantulus ingår i släktet Stylogomphus och familjen flodtrollsländor. IUCN kategoriserar arten globalt som otillräckligt studerad. Inga underarter finns listade i Catalogue of Life.